# Xolo Maridueña
Xolo Maridueña (ur. 9 czerwca 2001 w Los Angeles) – amerykański aktor. Wystąpił m.in. w serialach Cobra Kai jako Miguel Diaz oraz Parenthood jako Victor Graham. W 2021 roku otrzymał tytułową rolę w filmie Blue Beetle, należącym do DC Extended Universe.

## Życiorys
Maridueña urodził się jako Xolo Mariduena w Los Angeles w Kalifornii. Ma pochodzenie meksykańskie, kubańskie i ekwadorskie. W połowie 2018 roku poznał i zbliżył się do aktorki Hannah Kepple (ur. 2000), podczas kręcenia pierwszego sezonu serialu Cobra Kai. Po tym wydarzeniu Maridueña i Kepple zaczęli się spotykać.
Swoją karierę aktorską rozpoczął rolą Victora Grahama w serialu telewizyjnym Parenthood, dołączając do głównej obsady i występując w ponad 50 odcinkach. Następnie wystąpił w filmach Mroczne zagadki Los Angeles, Mack & Moxy, Godziny szczytu i Miasteczko Twin Peaks. W 2018 roku zagrał rolę Miguela Diaza w serialu Cobra Kai, pojawiając się ponownie w każdym kolejnym sezonie, aż do finałowego 6-tego z 2024 roku. W 2019 użyczył również głosu -Andrésowi w serialu animowanym Victor i Valentino.

## Filmografia
| Rok       | Tytuł                         | Rola           | Źródło        |
| --------- | ----------------------------- | -------------- | ------------- |
| 2012–2015 | Parenthood                    | Victor Graham  | [ 7 ]         |
| 2013      | Dealin’ With Idiots           | Manny          | [ 8 ]         |
| 2013      | Mroczne zagadki Los Angeles   | Stefan Camacho | [ 9 ]         |
| 2016      | Mack & Moxy                   | Xolo           | [ 9 ]         |
| 2016      | Godziny szczytu               | Isaiah         | [ 5 ]         |
| 2016      | Furst Born                    | Shawn          | [ 6 ]         |
| 2017      | Miasteczko Twin Peaks         | Chłopiec       | [ 10 ]        |
| 2018      | Noches con Platanito          | on sam         | [ 11 ]        |
| 2018–2025 | Cobra Kai                     | Miguel Díaz    | [ 2 ]         |
| 2019–     | Victor and Valentino          | Andrés         | [ 12 ]        |
| 2019–     | Cleopatra in Space            | Zaid           | [ 13 ]        |
| 2021      | The Netflix Afterparty        | on sam         | [ 14 ]        |
| 2022      | The Boys Presents: Diabolical | Aqua Agua      | [ 15 ]        |
| 2023      | Blue Beetle                   | Jaime Reyes    | [ 16 ] [ 17 ] |

## Nagrody
| Rok  | Nagroda             | Kategoria                                                            | Wynik     | Źródło        |
| ---- | ------------------- | -------------------------------------------------------------------- | --------- | ------------- |
| 2014 | Imagen Awards       | Najlepszy młody aktor (Parenthood)                                   | Nominacja | [ 18 ]        |
| 2014 | Young Artist Awards | Najlepszy młody zespół aktorów w serialu telewizyjnym (Parenthood)   | Wygrana   | [ 19 ]        |
| 2015 | Imagen Awards       | Najlepszy młody aktor (Parenthood, Cobra Kai)                        | Nominacja | [ 20 ]        |
| 2018 | Imagen Awards       | Najlepszy młody aktor (Parenthood, Cobra Kai)                        | Nominacja | [ 21 ]        |
| 2018 | Teen Choice Awards  | Najlepszy aktor lata w serialu telewizyjnym (Cobra Kai)              | Nominacja | [ 22 ]        |
| 2019 | Young Artist Awards | Najlepszy występ w serialu lub filmie: Aktor młodzieżowy (Cobra Kai) | Nominacja | [ 23 ] [ 24 ] |